# Tradescantia ohiensis
Tradescantia ohiensis är en himmelsblomsväxtart som beskrevs av Constantine Samuel Rafinesque. Tradescantia ohiensis ingår i släktet båtblommor, och familjen himmelsblomsväxter. Inga underarter finns listade.

## Bildgalleri

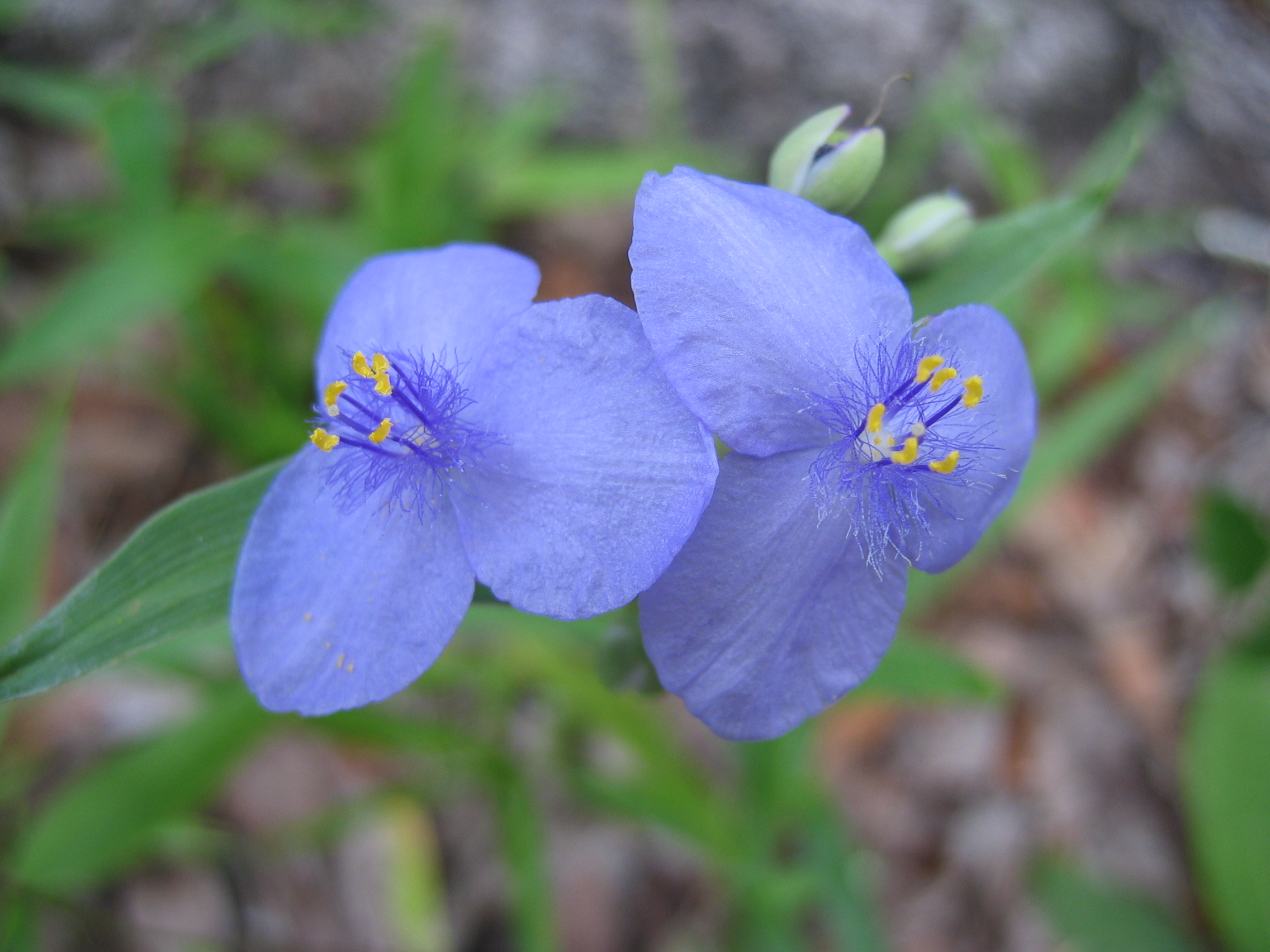
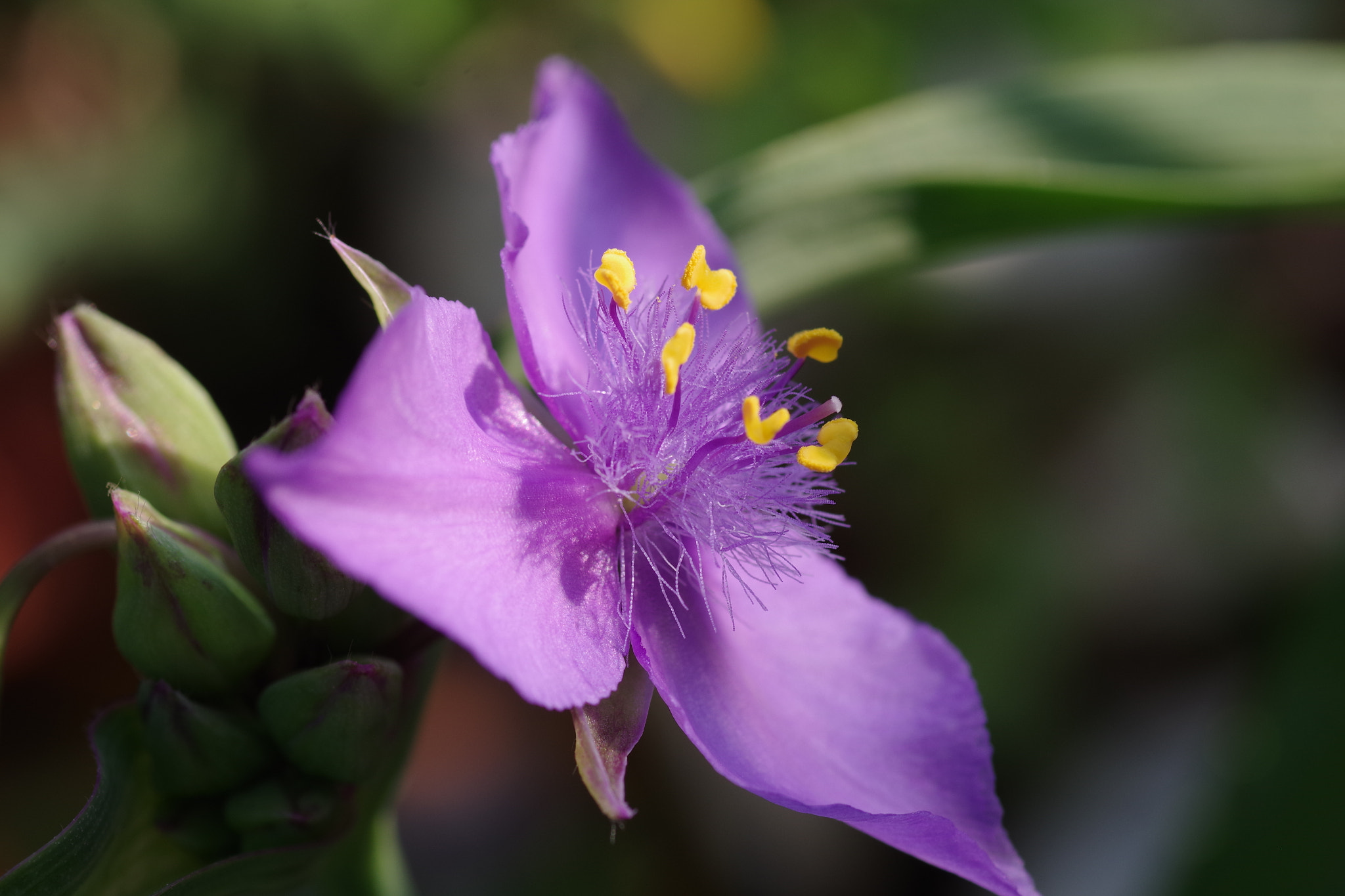
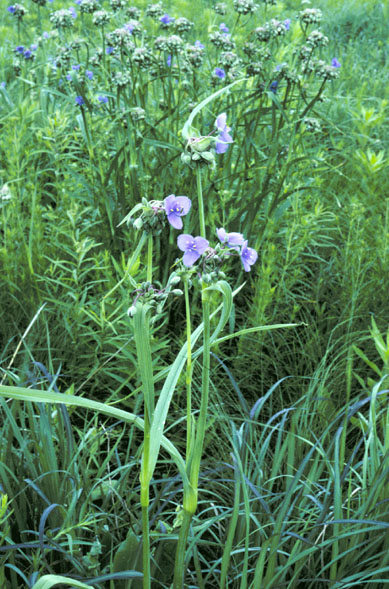
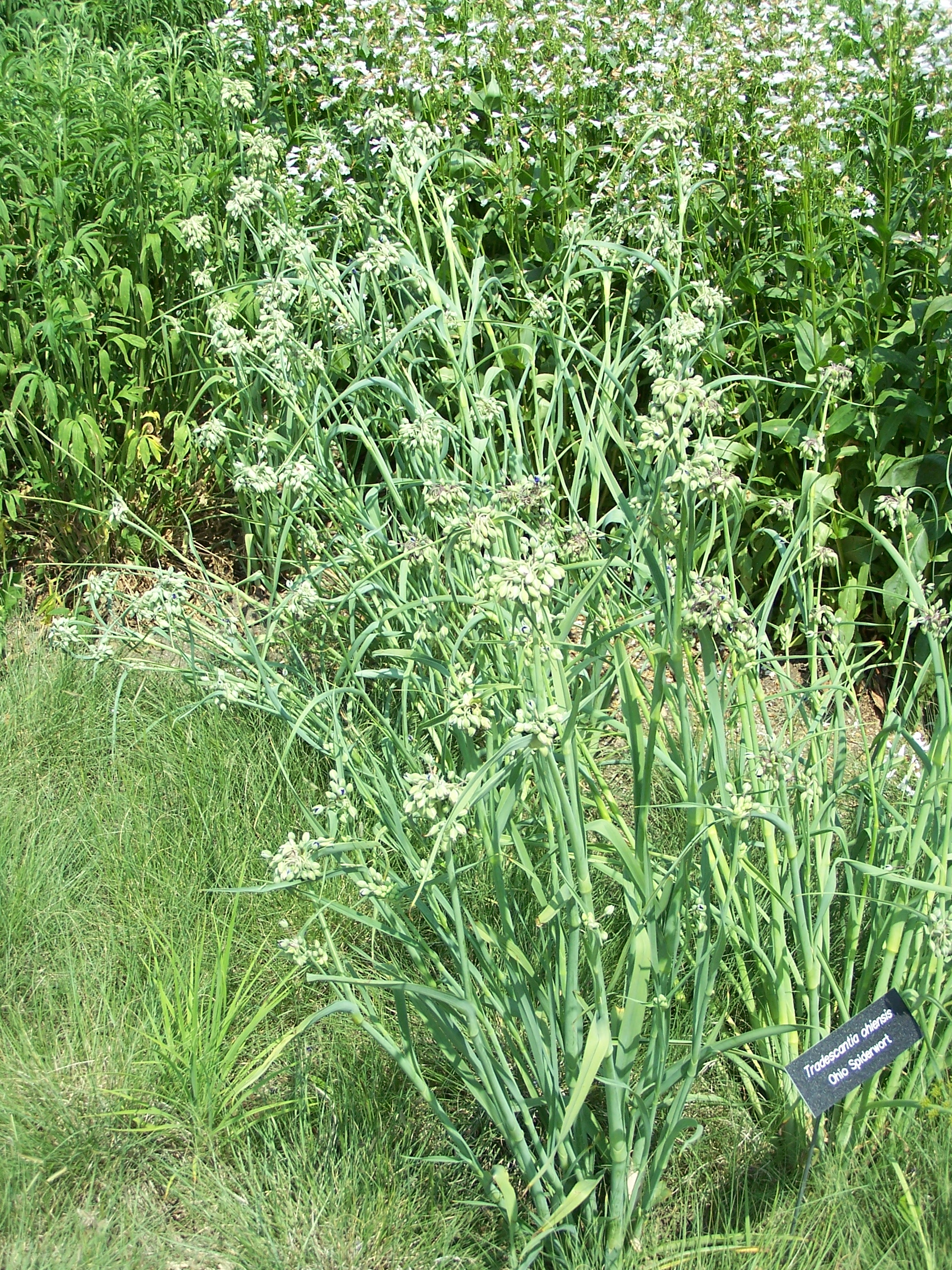